# HMS Nile (1888)
El HMS Nile fue un acorazado de la Royal Navy británica de la era Victoriana, perteneciente que junto a su gemelo el HMS Trafalgar, conformaba la clase Trafalgar.

## Historial
Fue el último acorazado británico, completado con una única ciudadela; todos los siguientes buques capitales tenían ciudadelas separadas a proa y popa.

## Historial de servicio
Realizó sus pruebas de mar en julio de 1890, en lastre, pues sus montajes y armamento, aún no habían sido entregados. Tras la entrega, fue asignado en Portsmouth el 30 de junio de 1891 para maniobras, tras las cuales, se unió a la flota del Mediterráneo. En enero de 1898 retornó al Reino Unido, donde fue asignado a tareas de guardacostas. En febrero de 1903, fue relegado a la reserva, donde permaneció hasta su venta para desguace el 9 de julio de 1912.